# Człowiekowate
Człowiekowate (Hominidae) – rodzina ssaków naczelnych z nadrodziny człekokształtnych (Hominoidea) obejmująca największe wśród naczelnych gatunki wykazujące dużą inteligencję, skłonność do przyjmowania dwunożnej i spionizowanej postawy oraz zdolność do wytwarzania i używania narzędzi.
Najstarszy znany hominid, Graecopithecus, pochodzi z miocenu, sprzed 7,2 mln lat, z terenów dzisiejszej Grecji i Bułgarii. W naturze rodzinę tę reprezentują takie rodzaje ssaków jak człowiek, szympans, goryl i orangutan.

## Historia klasyfikacji
Kryteria klasyfikowania gatunków do rodziny Hominidae są kontrowersyjne. Przez wiele lat za główne kryteria odróżniające ludzi od małp przyjmowano dwunożność, różnie rozumianą inteligencję, zdolność do wytwarzania narzędzi, mowy i kultury. Niedostateczna wiedza o ekologii i etologii poszczególnych gatunków małp powodowała, że w historii taksonomii zwierząt ścierały się dwa poglądy.
1. Według pierwszego, konserwatywnego poglądu podkreślającego szczególną pozycję człowieka w przyrodzie, do człowiekowatych zaliczany był tylko człowiek i blisko z nim spokrewnione gatunki wymarłe. Pozostałe wielkie małpy wraz z gibbonami zaliczano do rodziny Pongidae rozumianej jako małpy człekokształtne, dawniej zwane ludomałpami.[7]
2. Drugi pogląd opierający się na wynikach badań molekularnych uznaje bliskie pokrewieństwo człowieka (Homo) ze współcześnie żyjącymi gatunkami wielkich małp naczelnych: orangutanem, szympansem, i gorylem – i wraz z człowiekiem (współczesnym i jego wymarłymi formami) klasyfikuje je w rodzinie człowiekowatych.[8] Badania wykazują, że pokrewieństwo pomiędzy tymi gatunkami człowiekowatych jest znacznie bliższe niż pomiędzy którymkolwiek z nich a innymi gatunkami naczelnych.

## Charakterystyka
Człowiekowate są dużymi ssakami lądowymi. Najmniejsze bonobo ważą 30–60 kg, a największe osobniki goryli zachodnich osiągają do 275 kg masy ciała. Od pozostałych człekokształtnych odróżnia je skłonność do przyjmowania postawy wyprostowanej (pionowej) i dwunożnej lokomocji, długotrwały rozwój osobniczy, a przede wszystkim znacznie bardziej rozwinięty mózg.
Ciało człowiekowatych jest masywne, z dobrze rozwiniętymi ramionami i barkami, których budowa umożliwia zawieszanie się na gałęziach. Większość gatunków (poza człowiekiem) dobrze się wspina po drzewach, ale jedynie orangutan prowadzi w pełni nadrzewny tryb życia. Spionizowana postawa wymusiła szereg modyfikacji szkieletu, głównie esowaty kształt kręgosłupa, wydłużenie tylnych kończyn, przekształcenie miednicy, zmianę funkcji rąk. Kciuk i paluch są przeciwstawne (z wyjątkiem człowieka i jego nóg, u których paluch utracił przeciwstawność, przez co palce stóp straciły pierwotną chwytność). Wszystkie palce są zakończone płaskimi paznokciami. Żaden z gatunków człowiekowatych nie ma ogona ani nagniotów pośladkowych, wszystkie natomiast mają dużą puszkę mózgową. Najważniejszymi zmysłami człowiekowatych są wzrok i słuch. Oczy przesunięte na przednią część głowy umożliwiają widzenie stereoskopowe.
Pomiędzy samcem a samicą większości człowiekowatych wyraźnie zaznaczony jest dymorfizm płciowy. Np. u goryli samce są znacznie większe i masywniejsze od samic, i w grupie jest zwykle jeden dominujący samiec, wokół którego skupionych jest kilka samic. Tak wyraźny dymorfizm nie występuje u szympansów i człowieka, natomiast w trakcie wykopalisk w 2007 r. w Ileret w Kenii odkryto ją u hominida Homo erectus, uznawanego do tej pory za najbliższego ludziom. U samic występuje menstruacja.
Ciąża trwa 8-9 miesięcy. Samice rodzą zazwyczaj jedno młode i choć rzadko ich liczba jest większa, to rekordem u człowieka rozumnego były dziewięcioraczki. Przez długi okres po porodzie nowo narodzony osobnik jest bezradny, nieprzystosowany do samodzielnego życia i wymaga stałej opieki matki.
Człowiekowate są wszystkożerne, żywią się głównie owocami i liśćmi, niektóre również owadami, a szympansy i ludzie – także mięsem upolowanych przez siebie dużych kręgowców. Wszyscy przedstawiciele rodziny wyróżniają się wśród naczelnych złożonością zachowań socjalnych. Żyją w grupach rodzinnych, budują gniazda, czy domy. Umiejętność wytwarzania narzędzi – do niedawna przypisywana wyłącznie człowiekowi – została potwierdzona badaniami terenowymi także u przedstawicieli wszystkich współcześnie żyjących wielkich małp.

## Systematyka
W rodzinie człowiekowatych wyróżniane są podrodziny Ponginae i Homininae. (Według niektórych systematyków do rodziny człowiekowatych należy zaliczyć cztery podrodziny: Ponginae, Gorillinae, Paninae i Homininae). Do pierwszej zaliczany jest tylko jeden rodzaj – orangutan, do drugiej pozostałe 3 rodzaje żyjące współcześnie i kilka wymarłych. Do żyjących współcześnie zaliczono szympansa, goryla i człowieka. Wszystkie wymienione rodzaje były wcześniej klasyfikowane w randze gatunków. Badania wykazały jednak istotne różnice pomiędzy populacjami każdego z nich, co doprowadziło do rewizji w systematyce, w wyniku której obecnie wyróżnia się po dwa gatunki orangutanów, goryli i szympansów (łącznie sześć), natomiast klasyfikacja gatunków z rodzaju Homo nie została jednoznacznie ustalona.
Do rodziny należą następujące występujące współcześnie podrodziny:
- Ponginae D.G. Elliot, 1913 – orangowate
- Homininae J.E. Gray, 1825

Opisano również wymarłe podrodziny i plemię:
- Dryopithecinae Gregory & Hellman, 1939
- Kenyapithecinae P. Andrews, 1992
- Graecopithecini Cameron, 1997

Rodzaje wymarły o niepewnej pozycji systematycznej:
- Buronius Böhme, Begun, Holmes, Lechner & Ferreira, 2024 – jedynym przedstawicielem był Buronius manfredschmidi Böhme, Begun, Holmes, Lechner & Ferreira, 2024
- Sinopithecus Zhang Xingyong, Zheng Liang & Gao Feng, 1990 – jedynym przedstawicielem był Sinopithecus keiyuanensis (Wu Rukang, 1957)

### Pochodzenie
Odkrycia paleoantropologiczne i badania molekularne wskazują, że człowiekowate pochodzą z Afryki. Większość skamieniałości hominidów znaleziono w Afryce wschodniej, ale w roku 2002 francuski paleontolog Michel Brunet wraz z międzynarodowym zespołem badaczy odkrył w suchych pokładach dna jeziora Czad (leżącego w centralnej Afryce) skamieniałości datowane na 6-7 mln lat. Mogą one należeć do najwcześniejszego znanego hominida. Nie wiemy jeszcze, w jakim stopniu człowiekowate żyjące w Afryce były ze sobą skoligacone. Nie wiemy też, czy znamy już wszystkie żyjące tam gatunki. W ciągu 4,5 milionów lat swej historii hominidy uczłowieczyły się, stały się w pełni dwunożne, zaczęły zespołowo uprawiać łowiectwo, korzystać w razie potrzeby z jaskiń, posługiwać się systematycznie prymitywnymi narzędziami i w końcu je produkować. Stopniowo wywędrowały z Afryki do Azji (najstarsze znaleziska pochodzą sprzed 1,6 mln lat), Europy (najstarsze znaleziska pochodzą sprzed 1,3 mln lat) i na inne kontynenty tworząc pierwsze kultury myśliwsko-zbierackie. W ciągu ostatniego miliona lat przyswoiły sobie umiejętność rozniecania ognia i budowania domostw. Z czasem usprawniły techniki zbieracko-łowieckie, nauczyły się rybołówstwa, produkcji broni, odzieży, ceramiki, tkactwa, aż ostatecznie przeszły do gospodarki opierającej się na rolnictwie i pasterstwie, udomowiły najpierw psa, a później inne zwierzęta, zdobyły umiejętność rozpoznawania minerałów, praktykowania górnictwa, wytwarzania sztuki i muzyki.

| ← mln lat temuCzłowiekowate |          |            |          |          |           |         |          |         |          |           |      |    |
| Prekambr←4,6 mld            | Kambr541 | Ordowik485 | Sylur443 | Dewon419 | Karbon359 | Perm299 | Trias252 | Jura201 | Kreda145 | Paleog.66 | Ng23 | Q2 |

### Klasyfikacja
|  | Pongo pygmaeus |
|  |                |
|  | Pongo abelii   |
|  |                |

|  | †Sivapithecus            |
|  |                          |
|  | †Sivapithecus sivalensis |
|  |                          |
|  | †Sivapithecus parvada    |
|  |                          |

|  | †Giganthopithecus blacki |
|  |                          |

|  | †Ankarapithecus |
|  |                 |

|  | Pongo pygmaeus |
|  |                |
|  | Pongo abelii   |
|  |                |

|  | †Sivapithecus            |
|  |                          |
|  | †Sivapithecus sivalensis |
|  |                          |
|  | †Sivapithecus parvada    |
|  |                          |

|  | †Giganthopithecus blacki |
|  |                          |

|  | †Ankarapithecus |
|  |                 |

|  | Gorilla gorilla  |
|  |                  |
|  | Gorilla beringei |
|  |                  |

|  | Pan troglodytes |
|  |                 |
|  | Pan paniscus    |
|  |                 |

|  | †Sahelanthropus tchadensis |
|  |                            |

|  | †Orrorin tugenensis |
|  |                     |

|  | †Ardipithecus ramidus |
|  |                       |
|  | †Ardipithecus kadabba |
|  |                       |

|  | †Australopithecus afarensis     |
|  |                                 |
|  | †Australopithecus africanus     |
|  |                                 |
|  | †Australopithecus anamensis     |
|  |                                 |
|  | †Australopithecus bahrelghazali |
|  |                                 |
|  | †Australopithecus garhi         |
|  |                                 |

|  | †Paranthropus aethiopicus |
|  |                           |
|  | †Paranthropus boisei      |
|  |                           |
|  | †Paranthropus robustus    |
|  |                           |

|  | †Kenyanthropus platyops |
|  |                         |

|  | †Homo habilis          |
|  |                        |
|  | †Homo rudolfensis      |
|  |                        |
|  | †Homo ergaster         |
|  |                        |
|  | †Homo erectus          |
|  |                        |
|  | †Homo floresiensis     |
|  |                        |
|  | †Homo antecessor       |
|  |                        |
|  | †Homo heidelbergensis  |
|  |                        |
|  | †Homo neanderthalensis |
|  |                        |
|  | †Homo rhodesiensis     |
|  |                        |
|  | †Homo cepranensis      |
|  |                        |
|  | †Homo georgicus        |
|  |                        |
|  | †Homo helmei           |
|  |                        |
|  | Homo sapiens           |
|  |                        |

|  | Gorilla gorilla  |
|  |                  |
|  | Gorilla beringei |
|  |                  |

|  | Pan troglodytes |
|  |                 |
|  | Pan paniscus    |
|  |                 |

|  | †Sahelanthropus tchadensis |
|  |                            |

|  | †Orrorin tugenensis |
|  |                     |

|  | †Ardipithecus ramidus |
|  |                       |
|  | †Ardipithecus kadabba |
|  |                       |

|  | †Australopithecus afarensis     |
|  |                                 |
|  | †Australopithecus africanus     |
|  |                                 |
|  | †Australopithecus anamensis     |
|  |                                 |
|  | †Australopithecus bahrelghazali |
|  |                                 |
|  | †Australopithecus garhi         |
|  |                                 |

|  | †Paranthropus aethiopicus |
|  |                           |
|  | †Paranthropus boisei      |
|  |                           |
|  | †Paranthropus robustus    |
|  |                           |

|  | †Kenyanthropus platyops |
|  |                         |

|  | †Homo habilis          |
|  |                        |
|  | †Homo rudolfensis      |
|  |                        |
|  | †Homo ergaster         |
|  |                        |
|  | †Homo erectus          |
|  |                        |
|  | †Homo floresiensis     |
|  |                        |
|  | †Homo antecessor       |
|  |                        |
|  | †Homo heidelbergensis  |
|  |                        |
|  | †Homo neanderthalensis |
|  |                        |
|  | †Homo rhodesiensis     |
|  |                        |
|  | †Homo cepranensis      |
|  |                        |
|  | †Homo georgicus        |
|  |                        |
|  | †Homo helmei           |
|  |                        |
|  | Homo sapiens           |
|  |                        |

|  | Pongo pygmaeus |
|  |                |
|  | Pongo abelii   |
|  |                |

|  | †Sivapithecus            |
|  |                          |
|  | †Sivapithecus sivalensis |
|  |                          |
|  | †Sivapithecus parvada    |
|  |                          |

|  | †Giganthopithecus blacki |
|  |                          |

|  | †Ankarapithecus |
|  |                 |

|  | Pongo pygmaeus |
|  |                |
|  | Pongo abelii   |
|  |                |

|  | †Sivapithecus            |
|  |                          |
|  | †Sivapithecus sivalensis |
|  |                          |
|  | †Sivapithecus parvada    |
|  |                          |

|  | †Giganthopithecus blacki |
|  |                          |

|  | †Ankarapithecus |
|  |                 |

|  | Gorilla gorilla  |
|  |                  |
|  | Gorilla beringei |
|  |                  |

|  | Pan troglodytes |
|  |                 |
|  | Pan paniscus    |
|  |                 |

|  | †Sahelanthropus tchadensis |
|  |                            |

|  | †Orrorin tugenensis |
|  |                     |

|  | †Ardipithecus ramidus |
|  |                       |
|  | †Ardipithecus kadabba |
|  |                       |

|  | †Australopithecus afarensis     |
|  |                                 |
|  | †Australopithecus africanus     |
|  |                                 |
|  | †Australopithecus anamensis     |
|  |                                 |
|  | †Australopithecus bahrelghazali |
|  |                                 |
|  | †Australopithecus garhi         |
|  |                                 |

|  | †Paranthropus aethiopicus |
|  |                           |
|  | †Paranthropus boisei      |
|  |                           |
|  | †Paranthropus robustus    |
|  |                           |

|  | †Kenyanthropus platyops |
|  |                         |

|  | †Homo habilis          |
|  |                        |
|  | †Homo rudolfensis      |
|  |                        |
|  | †Homo ergaster         |
|  |                        |
|  | †Homo erectus          |
|  |                        |
|  | †Homo floresiensis     |
|  |                        |
|  | †Homo antecessor       |
|  |                        |
|  | †Homo heidelbergensis  |
|  |                        |
|  | †Homo neanderthalensis |
|  |                        |
|  | †Homo rhodesiensis     |
|  |                        |
|  | †Homo cepranensis      |
|  |                        |
|  | †Homo georgicus        |
|  |                        |
|  | †Homo helmei           |
|  |                        |
|  | Homo sapiens           |
|  |                        |

|  | Gorilla gorilla  |
|  |                  |
|  | Gorilla beringei |
|  |                  |

|  | Pan troglodytes |
|  |                 |
|  | Pan paniscus    |
|  |                 |

|  | †Sahelanthropus tchadensis |
|  |                            |

|  | †Orrorin tugenensis |
|  |                     |

|  | †Ardipithecus ramidus |
|  |                       |
|  | †Ardipithecus kadabba |
|  |                       |

|  | †Australopithecus afarensis     |
|  |                                 |
|  | †Australopithecus africanus     |
|  |                                 |
|  | †Australopithecus anamensis     |
|  |                                 |
|  | †Australopithecus bahrelghazali |
|  |                                 |
|  | †Australopithecus garhi         |
|  |                                 |

|  | †Paranthropus aethiopicus |
|  |                           |
|  | †Paranthropus boisei      |
|  |                           |
|  | †Paranthropus robustus    |
|  |                           |

|  | †Kenyanthropus platyops |
|  |                         |

|  | †Homo habilis          |
|  |                        |
|  | †Homo rudolfensis      |
|  |                        |
|  | †Homo ergaster         |
|  |                        |
|  | †Homo erectus          |
|  |                        |
|  | †Homo floresiensis     |
|  |                        |
|  | †Homo antecessor       |
|  |                        |
|  | †Homo heidelbergensis  |
|  |                        |
|  | †Homo neanderthalensis |
|  |                        |
|  | †Homo rhodesiensis     |
|  |                        |
|  | †Homo cepranensis      |
|  |                        |
|  | †Homo georgicus        |
|  |                        |
|  | †Homo helmei           |
|  |                        |
|  | Homo sapiens           |
|  |                        |